# Eliot Vassamillet
Eliot Vassamillet (Mons, 29 de desembre del 2000) és un cantant belga. Va participar en The Voice Belgique (la versió valona de The Voice) el 2018, on va arribar fins al primer programa en directe, on va ser eliminat. Al gener 2019, la RTBF va presentar Vassamillet com a representant de Bèlgica al Festival de la Cançó d'Eurovisió 2019 a Tel-Aviv. Va participar amb la cançó Wake Up, que és una crida als joves per millorar el món. No va arribar a la final.